# Bur-Sagale
Bur-Sagale (aram. Bur-Sagalê, w transliteracji z pisma klinowego zapisywane mbur-dsa-gal-e, mSUḪUŠ-sa-gal-e, tłum. „Syn boga Sagale”) – wysoki dostojnik, gubernator prowincji Guzana za rządów asyryjskiego króla Aszur-dana III (772-755 p.n.e.); z asyryjskich list i kronik eponimów wiadomo, iż w 763 r. p.n.e. sprawował urząd limmu (eponima).
Zgodnie z asyryjskimi kronikami eponimów „za eponimatu Bur-Sagale, gubernatora Guzany, miała miejsce rewolta w mieście Aszur, a w miesiącu simānu doszło do zaćmienia Słońca”. Wspomniane tu zaćmienie Słońca, które odegrało decydującą rolę przy ustalaniu absolutnej chronologii Mezopotamii i starożytnego Bliskiego Wschodu, zidentyfikowane zostało z niemal całkowitym zaćmieniem Słońca z 15 czerwca 763 r. p.n.e., które osiągnęło fazę 0,99 w Niniwie około godziny 10.45 rano.
Z lat 775-755 p.n.e. zachowała się bardzo niewielka liczba tekstów prawnych i administracyjnych i jak dotychczas nie odnaleziono żadnego dokumentu datowanego imieniem eponima Bur-Sagale. 